# Dampfbahn Fränkische Schweiz
Die Dampfbahn Fränkische Schweiz e. V. (DFS) ist ein seit dem 16. April 1974 bestehender gemeinnütziger Verein mit Sitz in Ebermannstadt.

## Geschichte und Beschreibung

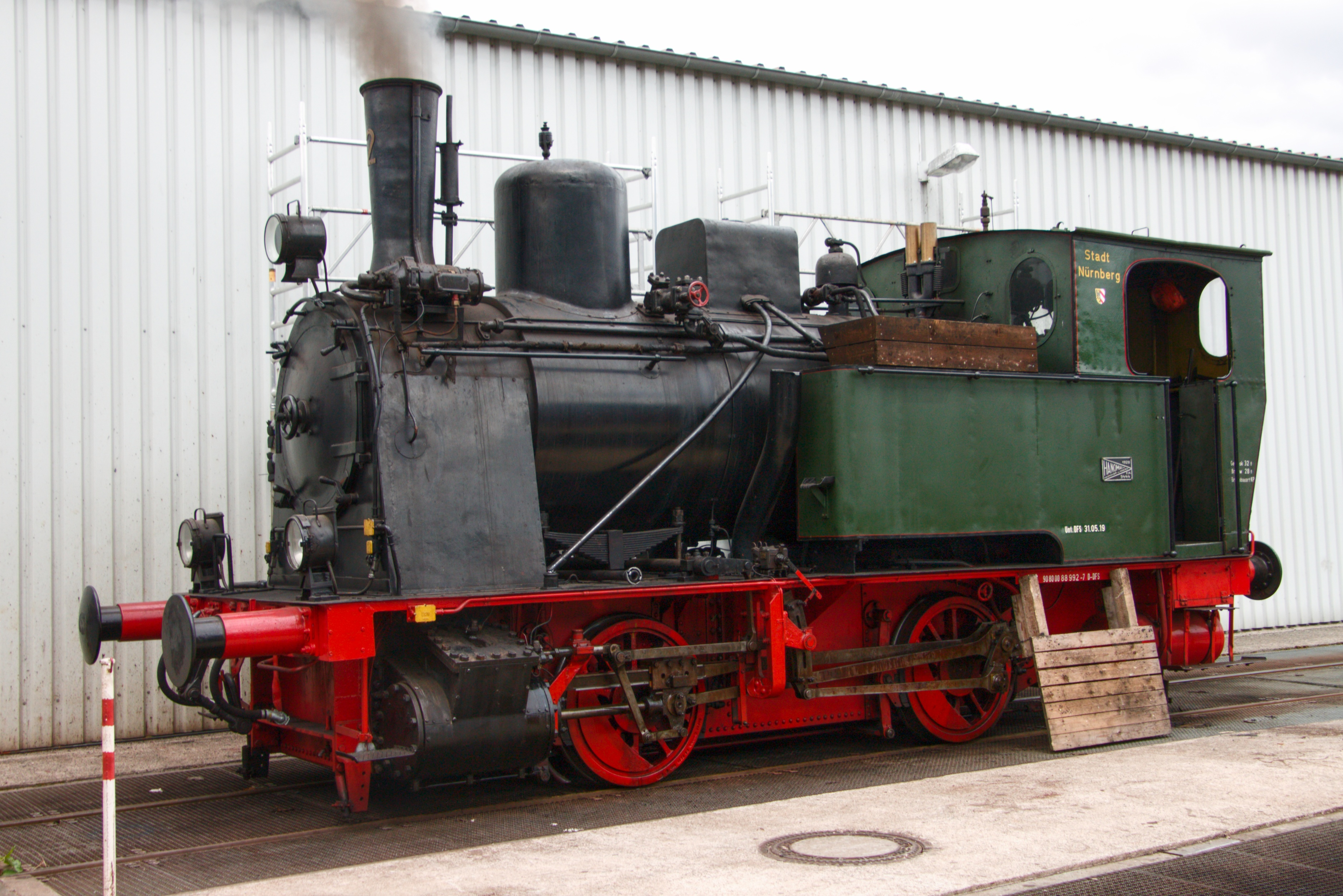
Lok 2 in Ebermannstadt

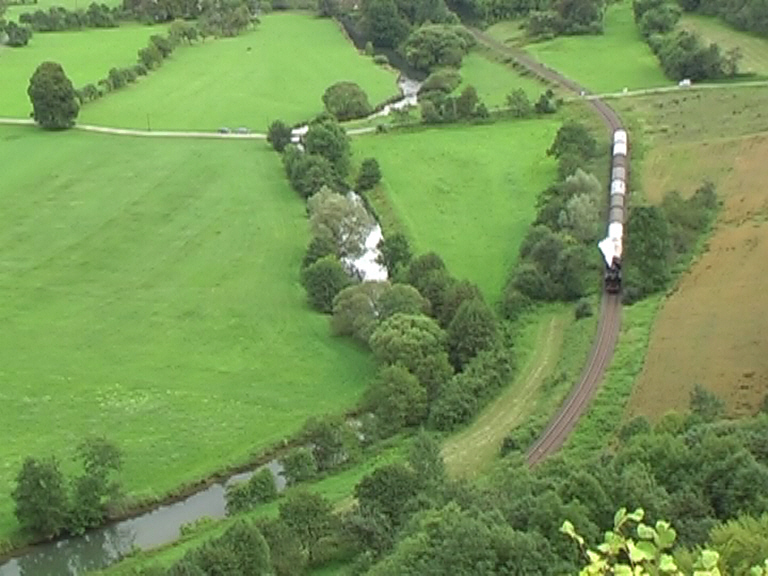
Museumsbahn im Wiesenttal

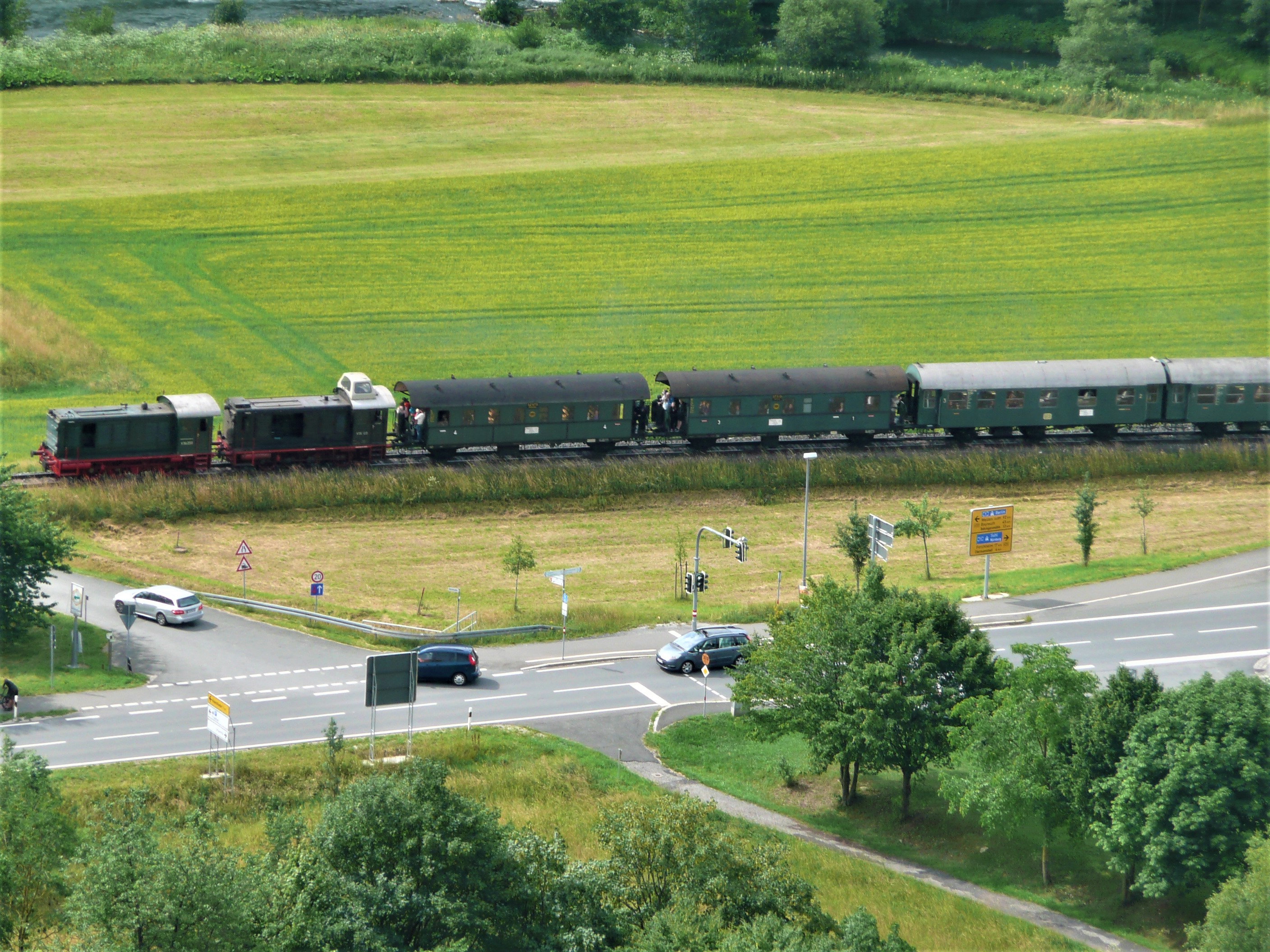
Personenzug mit 2 V 36 in der Ortslage Streitberg (2018)

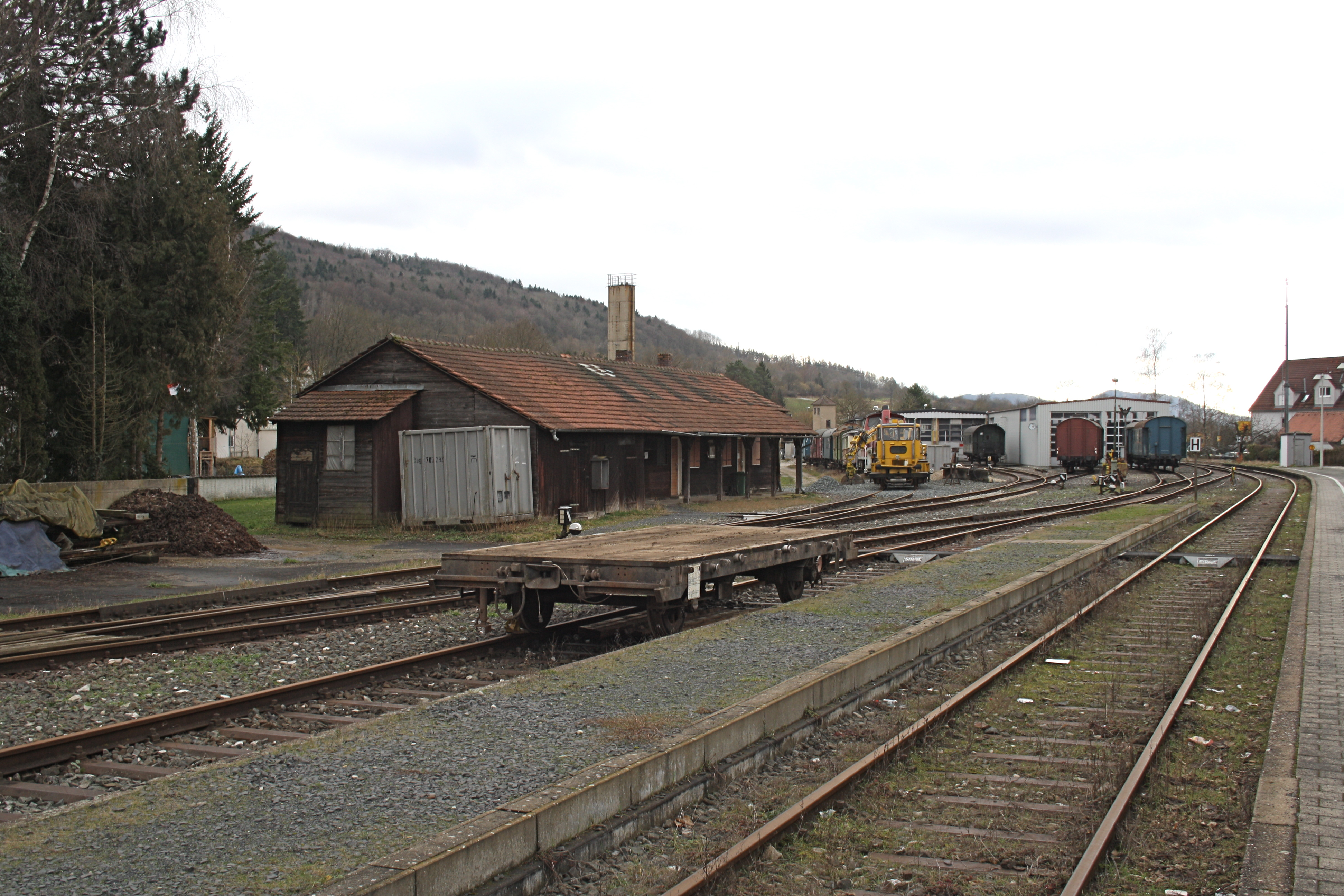
Anlagen im Bahnhof Ebermannstadt

Der Verein zählt ca. 400 Mitglieder, davon sind etwa 50 ehrenamtlich aktiv.
Vereinsziele sind:
- Einrichtung, Betrieb und Erhalt einer Museumsbahn auf der (ehemals von der Deutschen Bundesbahn betriebenen) Bahnstrecke Ebermannstadt–Behringersmühle im Wiesenttal
- Erwerb und Erhalt historischer Schienenfahrzeuge, insbesondere mit Bezug zur Nebenbahn Ebermannstadt–Behringersmühle
- Veranstaltung von Vorträgen, Führungen, Fahrten und Ausstellungen

Seit 1980 hat der Verein eine Konzession zum Betrieb einer Eisenbahn und ist seitdem ein zugelassenes Eisenbahnverkehrs- und Infrastrukturunternehmen. Die DFS ist die älteste Museumsbahn Frankens.
Im Jahr 1983 wurde mit der Lokomotive 2 der Dampfbetrieb auf der vereinseigenen Strecke eingeleitet. Diese Maschine war zuvor vor Kohlezügen beim Gaswerk der Stadt Nürnberg im Einsatz gewesen.
Zwischen 1. Mai und 31. Oktober verkehren an allen Sonn- und Feiertagen die Züge der Museumsbahn fahrplanmäßig. Im Jahr 2024 wurden rund 25.000 Fahrgäste gezählt. Für den Museumsbetrieb verfügt die DFS über einen Fuhrpark mit vier Dampflokomotiven, einer Akkumulatorlokomotive, vier Diesellokomotiven und einem Dieseltriebwagen sowie einer Anzahl historischer Reisezugwagen, besonders Donnerbüchsen und Umbau-Wagen. Um den Betrieb zu gewährleisten, arbeiten die aktiven Mitglieder samstags in der eigenen Werkstatt in Ebermannstadt.
Zum 50-jährigen Jubiläum im Juli 2024 konnte die Neuerrichtung eines Kohlebansens und eines Wasserkrans zur Befüllung von Dampflokomotiven gefeiert werden.

## Fuhrpark
| Lok  | Name                                    | Hersteller                                                                        | Baujahr | Betriebsfähigkeit               | Anmerkungen                                       |
| ---- | --------------------------------------- | --------------------------------------------------------------------------------- | ------- | ------------------------------- | ------------------------------------------------- |
| 1    | Dampflok Ploxemam Nr. 1 „Ebermannstadt“ | Hanomag                                                                           | 1923    | Hinterstellt in Behringersmühle |                                                   |
| 2    | Dampflok Ploxemam Nr. 2 „Nürnberg“      | Hanomag                                                                           | 1923    | Ja                              |                                                   |
| 3    | Akkumulatorlok                          | Gewerkschaft Schalker Eisenhütte (mechanisch) Siemens-Schuckertwerke (elektrisch) | 1957    | In Wartung                      |                                                   |
| 4    | Dampflok ELNA 6                         | Berliner Maschinenbau-Actien-Gesellschaft                                         | 1930    | In Wartung                      |                                                   |
| 5    | Diesellok Köf 6204                      | Deutz                                                                             | 1954    | In Wartung                      | Kleinlokomotive                                   |
| 6    | Diesellok V 36 235                      | Jung                                                                              | 1939    | Ja                              |                                                   |
| 7    | Diesellok V 36 123                      | Berliner Maschinenbau-Actien-Gesellschaft                                         | 1940    | In Wartung                      | Einzige erhaltene V 36 mit Hochführerstand        |
| 8    | Dampflok 64 491                         | Orenstein & Koppel                                                                | 1940    | Ja                              |                                                   |
| 9    | Diesellok V 60 114                      | Maschinenbau Kiel                                                                 | 1956    | Ja                              |                                                   |
| 10   | Diesellok V 36 xxx                      | Berliner Maschinenbau-Actien-Gesellschaft                                         | 1942    | Nein                            |                                                   |
|      |                                         |                                                                                   |         |                                 |                                                   |
| VT 1 | Dieseltriebwagen VT 135 069             | Busch, Bautzen                                                                    | 1937    | In Wartung                      | Ehemals Regentalbahn, Eröffnungsfahrzeug DFS 1980 |
| VT 2 | Dieseltriebwagen VT 133 001             | Waggonfabrik Werdau                                                               | 1932    | Nein                            | Ehemals Regentalbahn                              |
| VB 1 | Beiwagen VB 140 274                     | Talbot                                                                            | 1938    | In Wartung                      |                                                   |
| VB 3 | Beiwagen VB 140 028                     | MAN                                                                               | 1933    | In Wartung                      |                                                   |
|      | Stand: 2024                             |                                                                                   |         |                                 |                                                   |

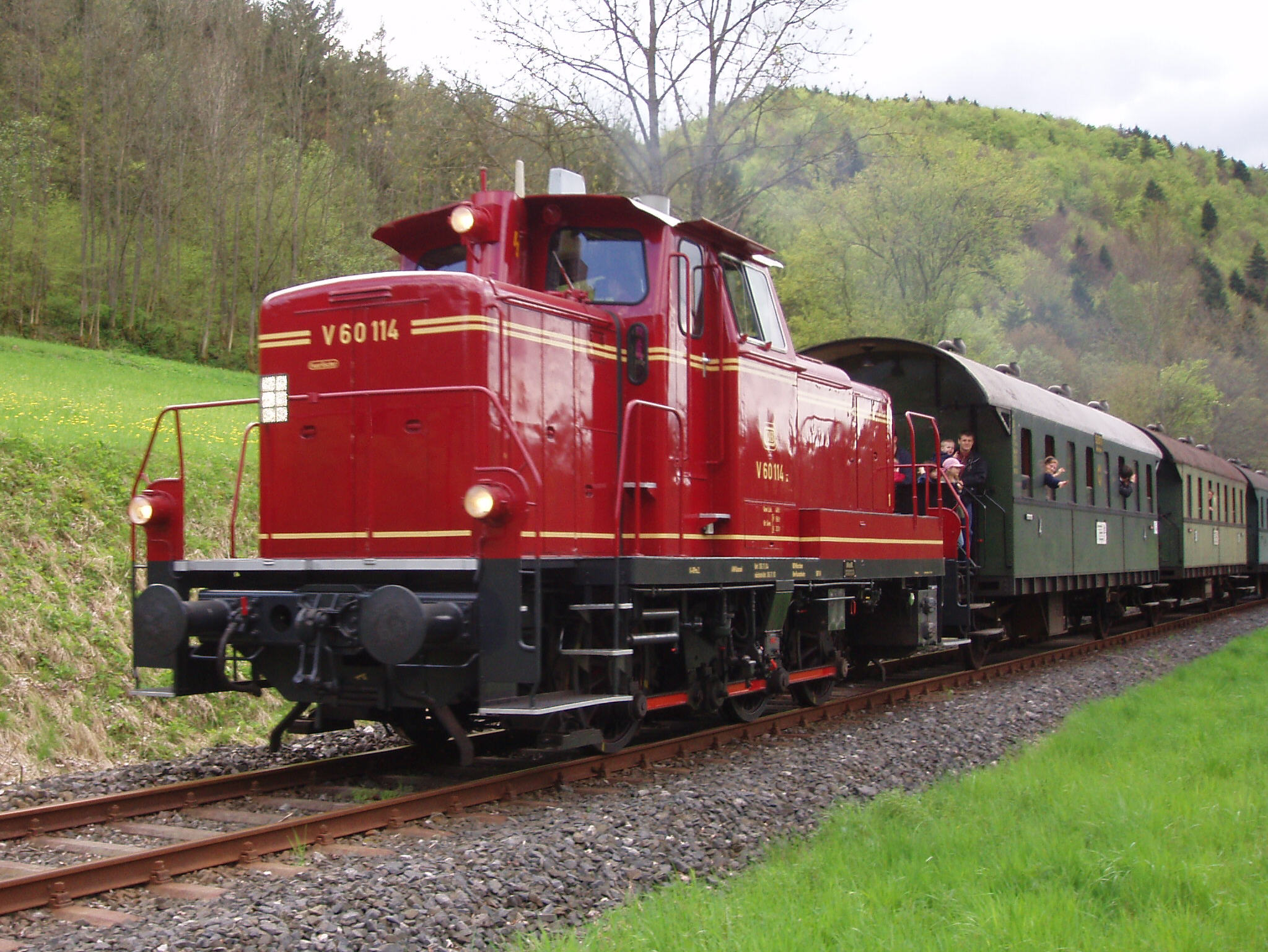
V 60 114 (2008)
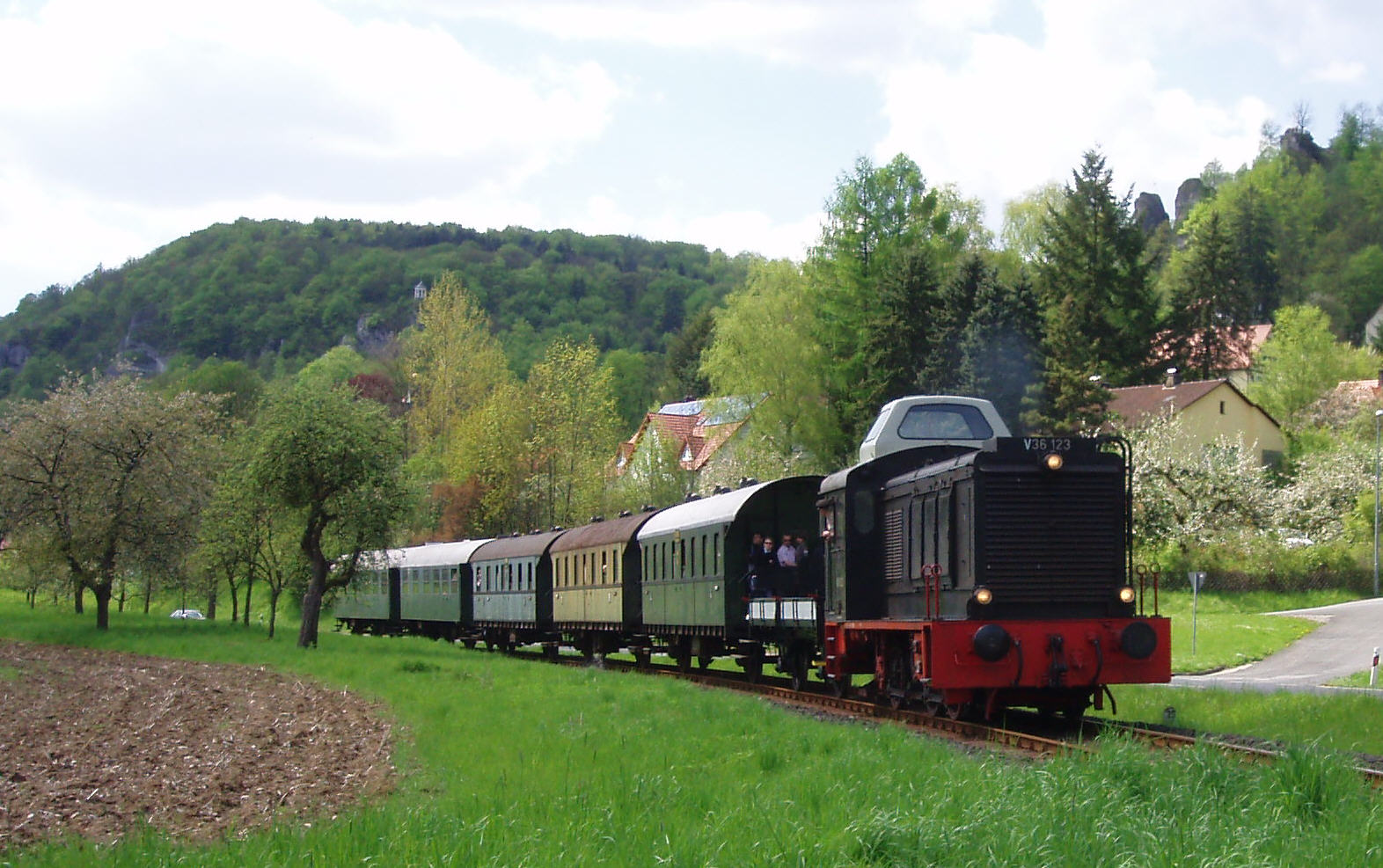
V 36 123 mit Personenzug (2008)
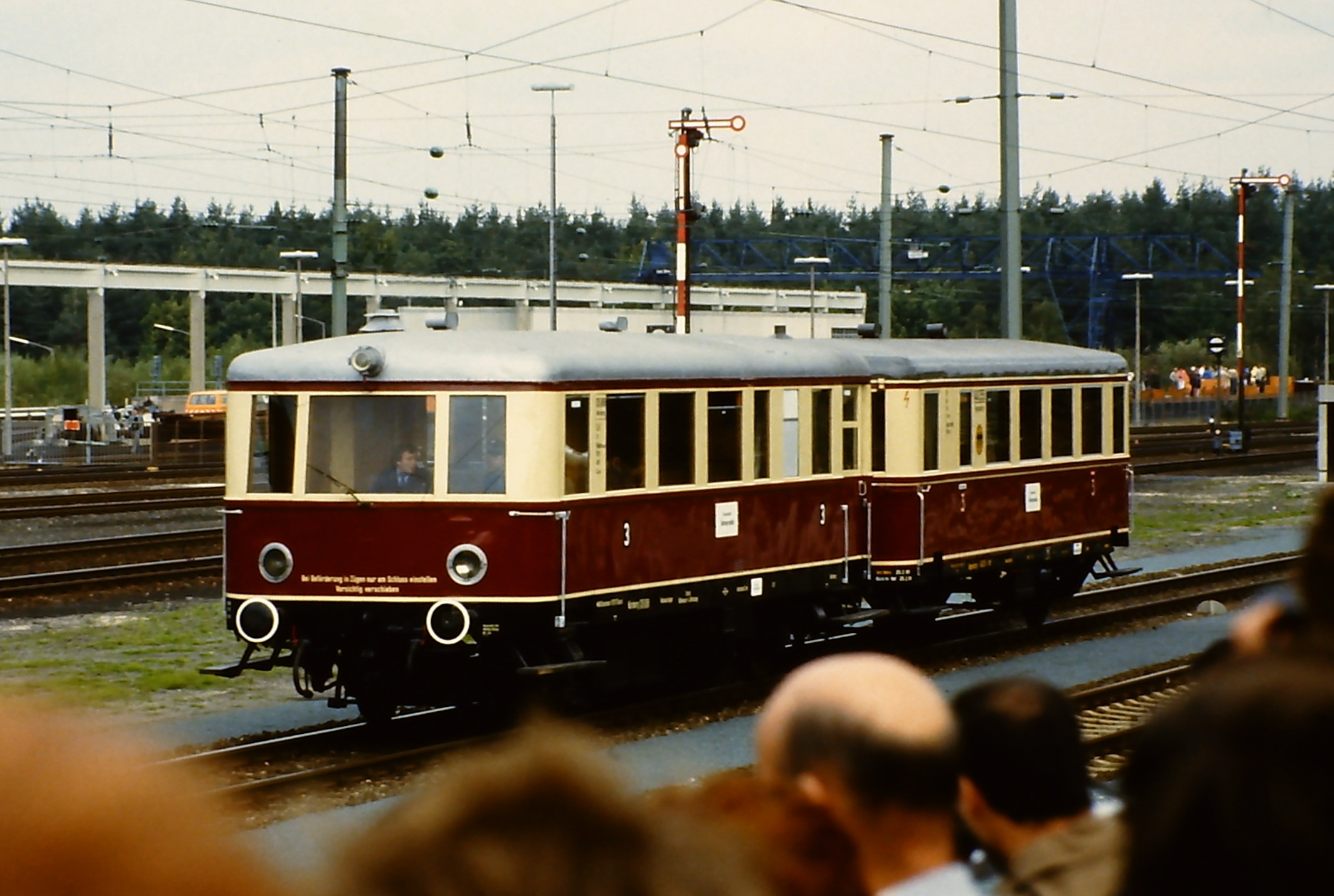
135 069 mit Beiwagen (1985)
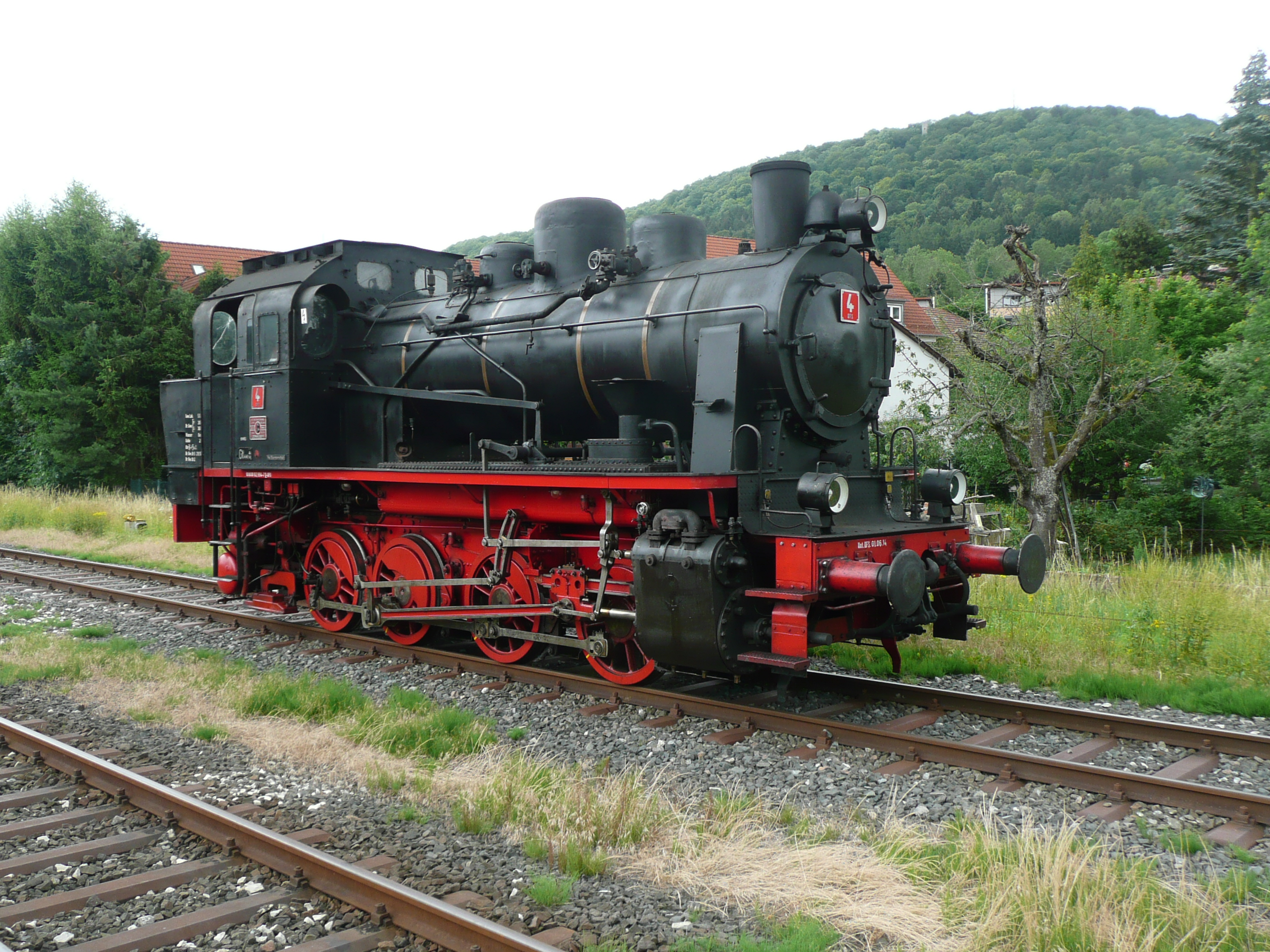
ELNA 6 Nr. 4 in Ebermannstadt (2018)
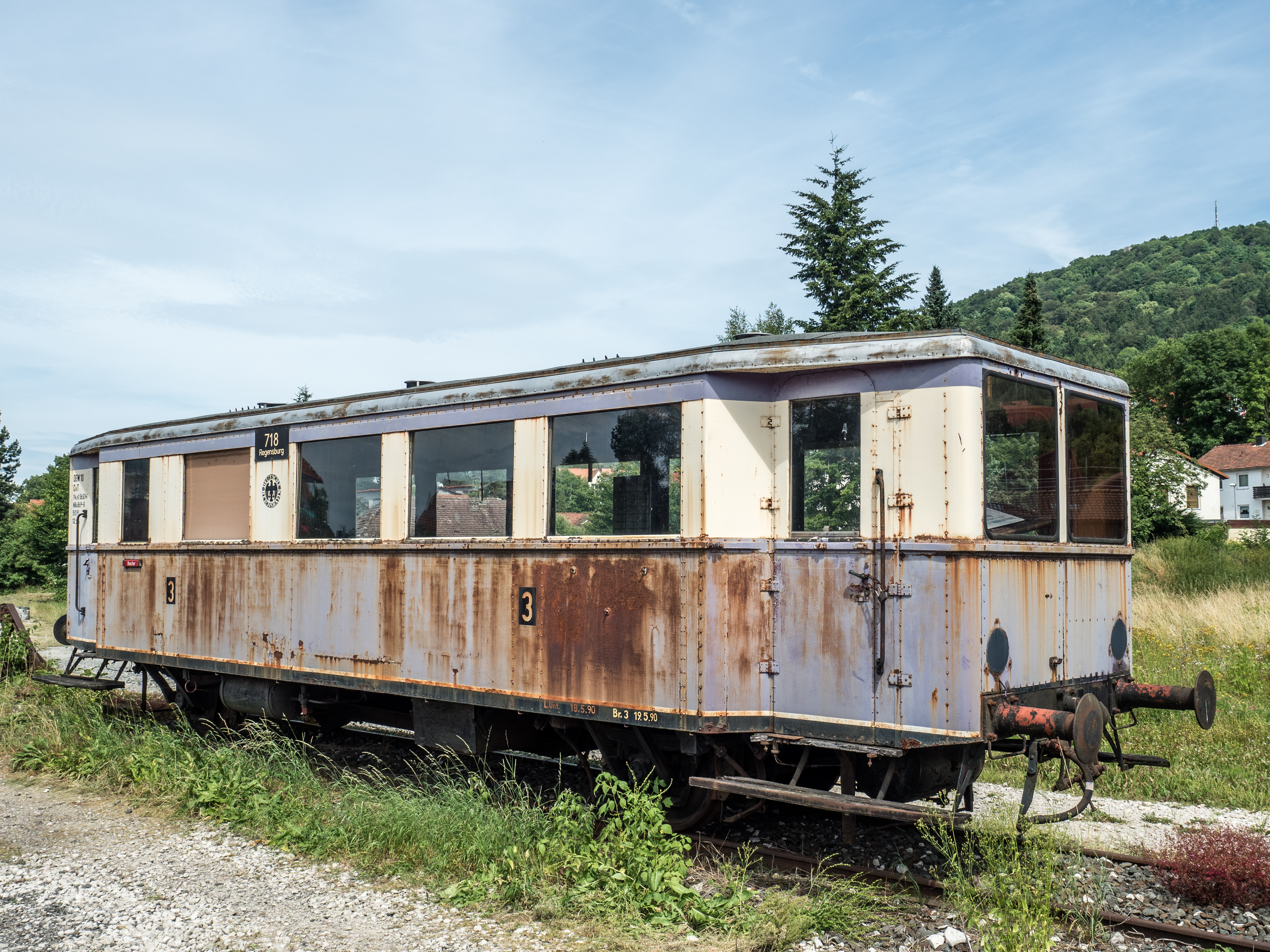
VT 133 001 (2016)
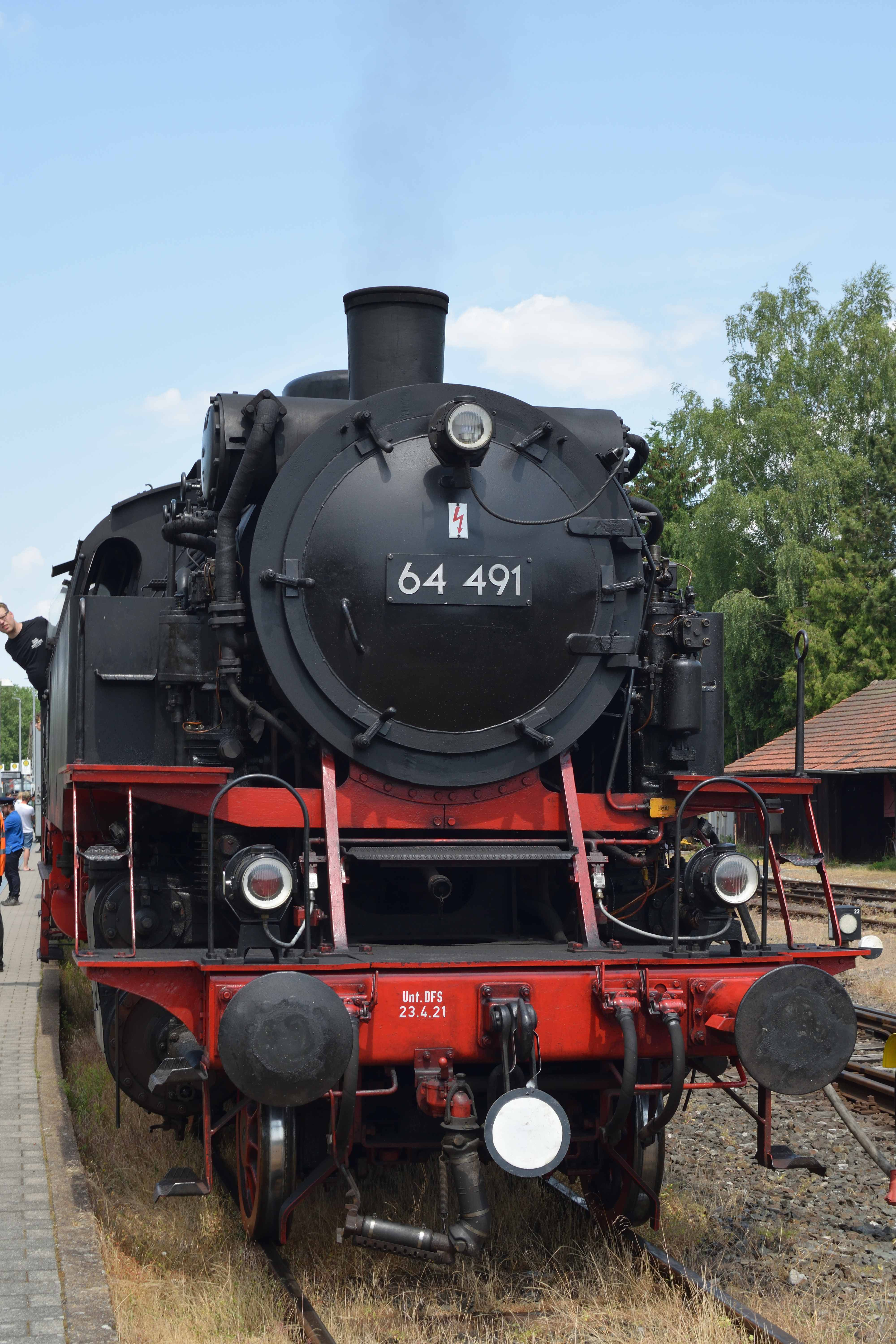
Dampflok 64 491 in Ebermannstadt
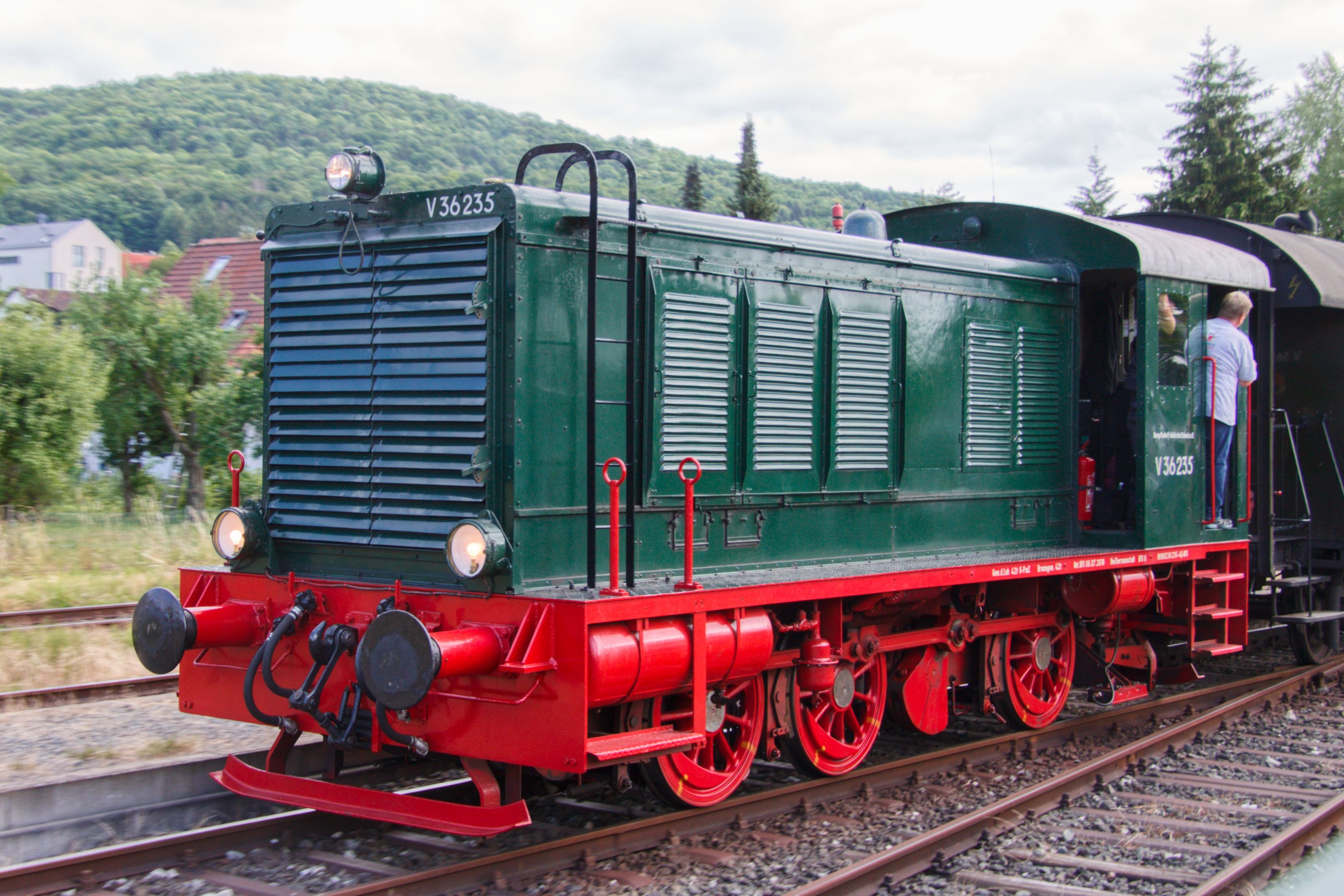
V 36 235 bei der Ausfahrt aus Ebermannstadt
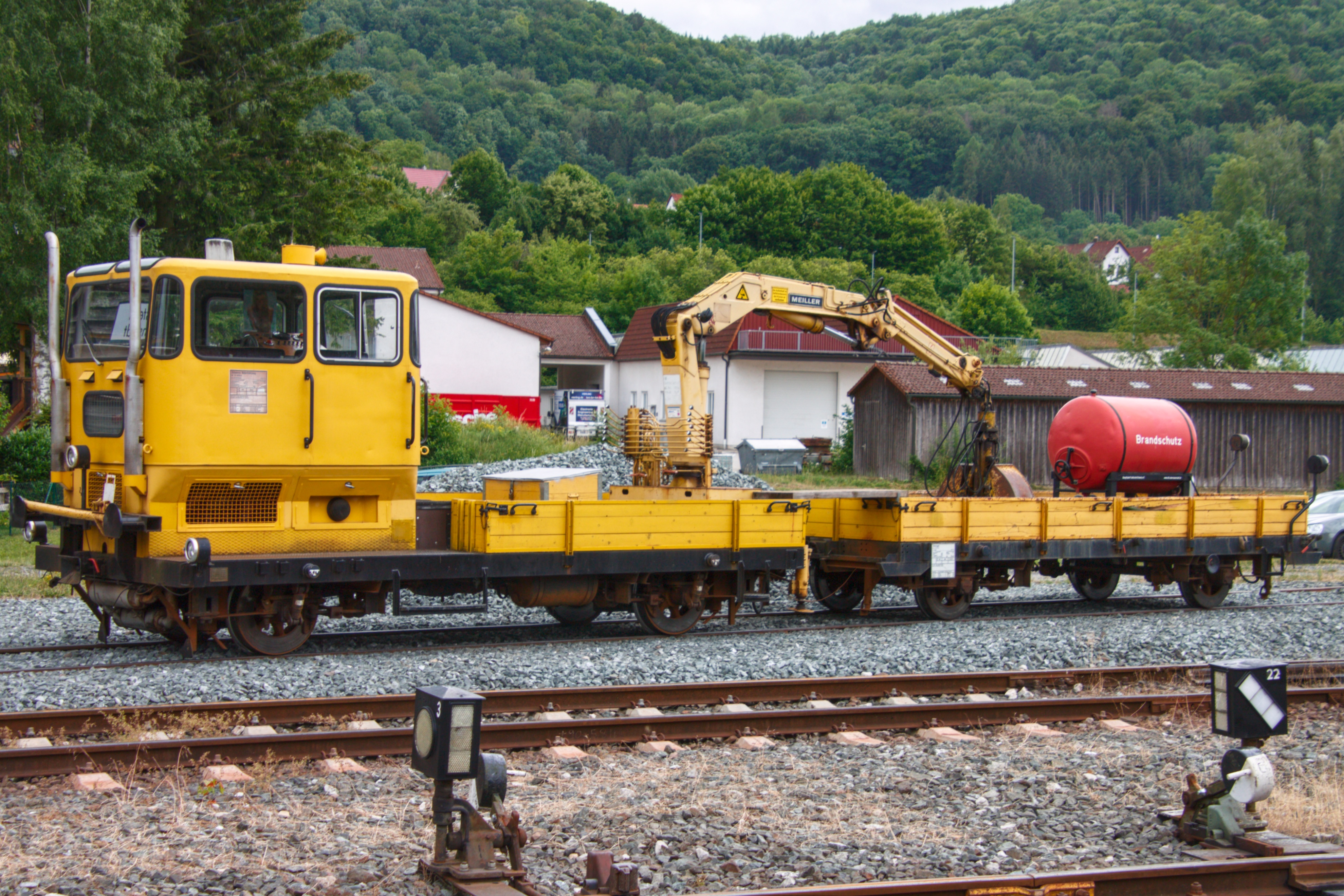
Der Klv 53 der DFS in Ebermannstadt
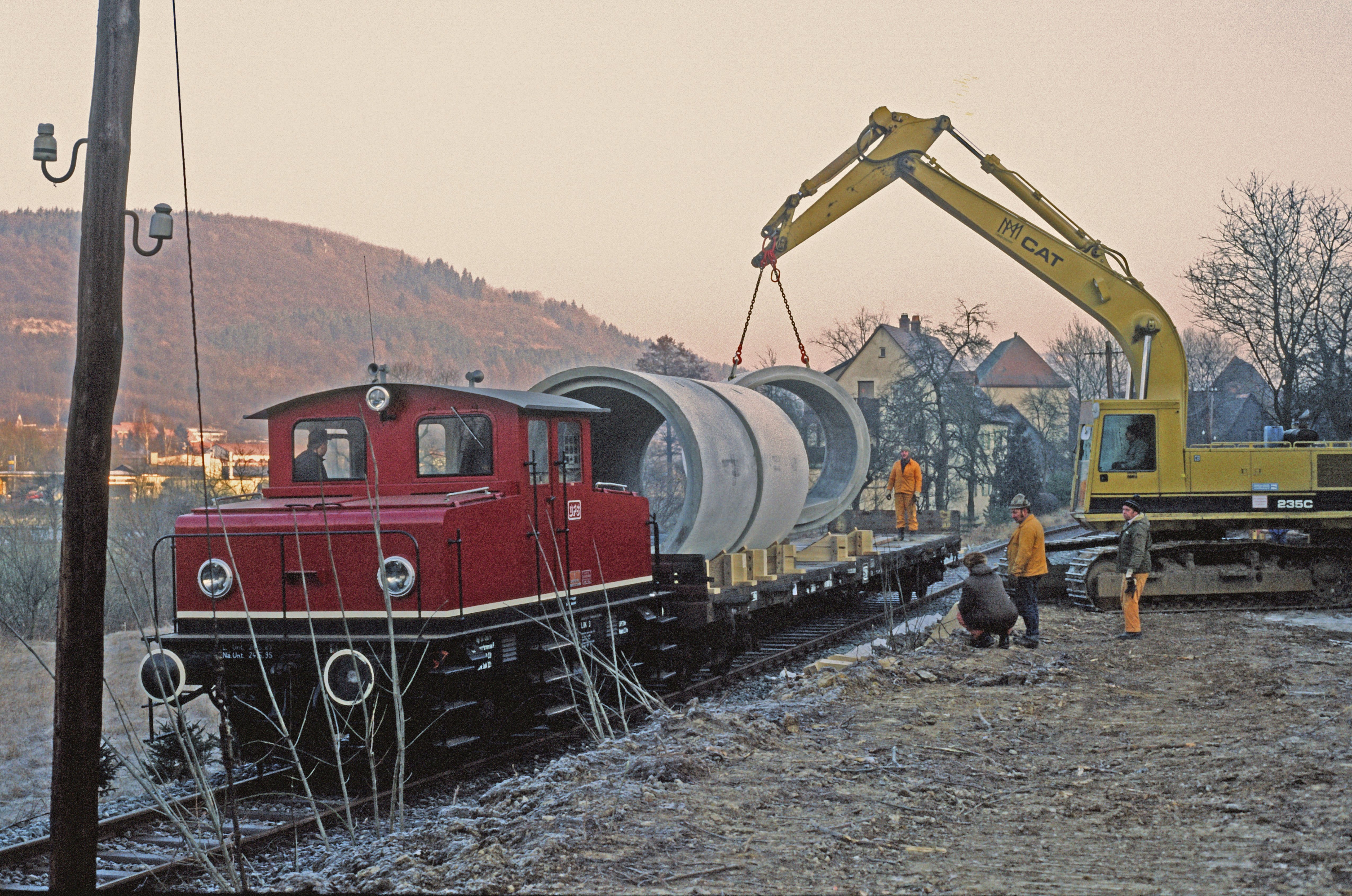
Akkulok der DFS (1991)